# Rétention de sûreté en France
Ne pas confondre avec la période de sûreté qui est la durée d’une peine privative durant laquelle le condamné ne peut bénéficier d’aucun aménagement de peine et peut être associée à l’emprisonnement à perpétuité.
Ne doit pas être confondu avec Surveillance de sûreté en France.
En droit pénal français, la rétention de sûreté est une procédure visant à permettre le placement dans un centre socio-médico-judiciaire de sûreté, de prisonniers ayant exécuté leur peine mais présentant un risque très élevé de récidive parce qu’ils souffrent généralement d’un trouble grave de la personnalité. Cette mesure est limitée aux condamnations pour les crimes les plus graves, en particulier les crimes sexuels et doit avoir été expressément prévue dans la décision de condamnation. 
Cette procédure a été créée en 2008 par la loi relative à la déclaration d’irresponsabilité pénale pour cause de trouble mental et inscrite aux articles 706-53-13 et suivant du Code de procédure pénale ainsi qu’aux articles R. 53-8-53 et suivants.
La loi du 25 février 2008 a été adoptée à la suite d’un contrôle de constitutionnalité de la loi devant le Conseil constitutionnel français datant du 21 février 2008 qui proclame la conformité partielle de la loi avec réserves d’interprétation et permet donc l’entrée en vigueur d’un dispositif modifié. La rétention de sûreté a ensuite été complétée par la loi no 2010-242 du 10 mars 2010 sur la récidive. Pour finalement faire l’objet d’une question prioritaire de constitutionnalité qui confirme la constitutionnalité de la loi. 
Cependant, cette procédure doit aussi être conforme au droit de la convention européenne. Ainsi on peut supposer la non-conformité du système de la rétention de sûreté si on compare la « détention de sûreté allemande » (en version originale : Sicherungsverwahrung) avec la rétention de sûreté française,.   
De manière plus politique, le dispositif a été critiqué car il implique un enfermement de personnes pour une infraction qu’elles n’ont pas encore commise (objectif de prévention de la récidive). C’est pourquoi, politiciens et juristes font souvent le rapprochement avec la nouvelle de Philip K. Dick : Minority report et plus généralement avec le film homonyme.

## Description
« La rétention de sûreté consiste dans le placement de la personne intéressée en centre socio-médico-judiciaire de sûreté dans lequel lui est proposée, de façon permanente, une prise en charge médicale, sociale et psychologique destinée à permettre la fin de cette mesure. » (dernier alinéa de l’article 706-53-13 du Code de procédure pénale).
Ce placement n’est possible qu’après l’accomplissement d’une certaine procédure.

### Procédure durant le procès
Conformément à l’article 706-53-13 du Code de procédure pénale, une rétention de sûreté peut être prévue si plusieurs conditions cumulatives sont remplies :
1. le coupable est une personne physique
2. l’infraction doit être un crime spécifique
  - si la victime est mineure[4] : tout assassinat, meurtre, torture, actes de barbarie, viol, enlèvement ou séquestration.
  - si la victime est majeure[5] : 
    - même liste d’infraction que pour les mineurs mais seulement si l’infraction est aggravée
    - l’aggravation doit être prévus par les articles 221-2, 221-3, 221-4, 222-2, 222-3, 222-4, 222-5, 222-6, 222-24, 222-25, 222-26, 224-2, 224-3 et 224-5-2 du code pénal[6].
    - ou l’aggravation doit provenir de la récidive (ajouté par la loi du 10 mars 2010)
3. la peine prononcée doit être une réclusion criminelle d’une durée égale ou supérieure à quinze ans
4. la rétention de sûreté doit avoir été expressément prévue dans la décision de condamnation de la Cour d’assises

### Procédure à la fin de la condamnation
Conformément, à l’article 706-53-14 du code de procédure pénale, pour que la rétention de sûreté prévue soit exécutée, il faut :
1. un examen de la situation du condamné par la « commission pluridisciplinaire des mesures de sûreté »[J 6] qui se réunit au moins un an avant la fin de sa peine.
2. examen concluant en la particulière dangerosité se caractérisant par une probabilité très élevée de récidive du fait d’un trouble grave de la personnalité du condamné.

La rétention de sûreté doit être décidée à titre exceptionnel et en dernier recours par une commission pluridisciplinaire qui se réunit au moins un an avant la fin de la peine. Pour apprécier la dangerosité du détenu, la commission le confie à un centre spécialisé, dans lequel une expertise médicale est conduite. Le recours est possible devant une juridiction consacrée exclusivement à cette tâche, composée de conseillers auprès de la Cour de cassation. La rétention est valable un an et peut être reconduite. La personne retenue peut demander que soit mis fin à la mesure tous les trois mois. S’il n’est pas statué dans les trois mois sur sa demande, la personne est libérée d’office.

### Procédure à la suite d'une surveillance judiciaire prolongée par une surveillance de sûreté
La rétention de sûreté peut également être prononcée, sans qu'elle ait été prévue lors du procès, pour des personnes qui, à l'issue de leur peine ont fait l'objet d'un placement en surveillance de sûreté et en ont rompu les obligations. Ce placement en surveillance de sûreté peut être décidé à l'issue d'une mesure de surveillance judiciaire, intervenant à la libération du condamné, et couvrant la durée des réductions de peines supplémentaires.

## Réception

### Polémique autour de la réaction du Président de la République à la décision du Conseil constitutionnel
Le Conseil, saisi par l’opposition, a partiellement censuré la loi le 21 février 2008. Bien que la rétention de sûreté ne soit pas pour le législateur comme pour les « Sages » une peine, le Conseil constitutionnel, décida de lui appliquer le principe constitutionnel de non rétroactivité de la loi pénale la plus dure,, censurant de ce fait la possibilité d’appliquer immédiatement cette loi à des personnes déjà condamnées (qui ont déjà fait l’objet d’un jugement et étaient en train ou avaient fini de purger leur peine). 
Le président de la République, Nicolas Sarkozy, a annoncé alors le 22 février qu’il comptait demander au premier Président de la Cour de cassation, Vincent Lamanda, de formuler des propositions pour que la rétention de sûreté puisse être applicable immédiatement.
Cette annonce a été fortement critiquée, tant par la majorité que par l’opposition politique. L’Union syndicale des magistrats (USM), majoritaire, ainsi que le Syndicat de la magistrature (SM), ont demandé au premier Président de la Cour de se déclarer incompétent, car une telle demande serait contraire à l’article 62 de la Constitution de la Ve République, selon lequel les décisions du Conseil s’appliquent aux pouvoirs publics (dont le président de la République) et que par conséquent, celles-ci ne peuvent faire l’objet d’aucun recours.
Le 25 février, le premier Président de la Cour a répondu que, s’il ne s’opposait pas au principe d’une mission sur la récidive, il ne remettrait pas en cause la décision du Conseil, qui s’impose à toutes les juridictions, y compris la Cour de cassation.

### Critique par la commission consultative nationale des droits de l’homme (CCNDH)
En accord avec sa faculté d’auto-saisine, la Commission nationale consultative des droits de l’homme (CNCDH) a adressé le 4 janvier 2008 au Premier ministre François Fillon, au Garde des Sceaux et ministre de la Justice Rachida Dati, au ministre de la Santé Roselyne Bachelot ainsi qu’aux présidents des deux assemblées une note sur le projet de loi relatif à la rétention de sûreté et à la déclaration d’irresponsabilité pour cause de trouble mental 
).

Regrettant d’abord le fait de ne pas avoir été saisie, la CNCDH « [s’inquiète] de l’introduction au cœur de la procédure pénale du concept flou de « dangerosité », « notion émotionnelle dénuée de fondement scientifique », rappelant « que le système judiciaire français se base sur un fait prouvé et non pas sur la prédiction aléatoire d’un comportement futur, et s’inquiètent de la mise en place de mesures restrictives de liberté sur une base aussi incertaine. »  De plus, elle « [regrette] l’assimilation du malade mental à un délinquant potentiel. » 

### Autres critiques
Cette loi instaure l’enfermement (pour une durée potentiellement infinie) d’une personne ayant purgé sa peine, « payé sa dette à la société », sans nouvelle infraction, sans nouveau procès et sans nouvelle condamnation judiciaire. Pour toutes ces raisons, la rétention de sûreté génère un certain nombre de critiques.
La déclaration du garde des sceaux Rachida Dati s'est également exprimée : « La rétention de sûreté, c’est la sûreté de tous au prix de la liberté de quelques-uns. »
Le texte avait été comparé par Georges Fenech, parlementaire UMP, à une loi de la république de Weimar. La comparaison est apparue hasardeuse quand Le Canard enchaîné a révélé le 20 février 2008 que cette loi avait été instituée en 1933 et signée par Adolf Hitler. Certaines dispositions de la Lex Carolina, promulguée par  Charles Quint en 1532, autorisaient déjà l’enfermement à titre préventif, et même la torture[réf. nécessaire].
Le magistrat Philippe Bilger fait partie de la minorité des magistrats qui soutient la rétention de sûreté au moins quant à son principe. Il souligne le fait que la commission composée par la loi est plus douée que le juge de l’application des peines (JAP) pour connaître la dangerosité des individus concernés, regrette le formalisme des opposants de la rétention, et estime que les oppositions à la rétention de sûreté sont liées à la difficulté d’admettre qu’une petite fraction de l’humanité est nécessairement malfaisante et ne peut être laissée en liberté.
Pour l'avocat François Sureau, fervent opposant à la rétention de sûreté, il s'agit d'un exemple paradigmatique de l'affaiblissement des libertés publiques en France, le souci de sécurité primant ainsi sur l'état de droit. Ironiquement, le droit à la sûreté, relevant de l'article 2 de la Déclaration des droits de l'homme et du citoyen, garantie en effet la protection contre le pouvoir et contre la détention arbitraire. 

### Opinion publique
Selon un sondage Ifop pour le Figaro de février 2008, effectué sur un échantillon de 977 personnes, 4 Français sur 5 seraient partisans de la rétention de sûreté, estimant que cela ferait diminuer la récidive, et 56 % considèreraient qu’elle exercerait un effet dissuasif. Néanmoins, le même sondage estime qu’environ 40 % des personnes interrogées considère que la rétention de sûreté est « une atteinte aux libertés car elle condamne de nouveau des individus ayant déjà effectué leur peine de prison » .
Un collectif de personnalités s’affichent contre la rétention de sûreté. Une personnalité du droit comme Robert Badinter s’y opposait également.

## Application
À la suite de la décision du Conseil constitutionnel, seuls les détenus condamnés à quinze ans de prison à partir de 2008 pourront être placés en rétention de sûreté à la fin de leur peine (leur fin de peine et donc le début de leur placement en rétention ne pouvant donc être antérieur à 2023 voire 2020 en fonction des remises de peine).
Le Conseil Constitutionnel n'a en revanche pas censuré la possibilité de prononcer une mesure de rétention de sûreté à l'encontre de personnes ayant rompu les obligations d'une surveillance de sûreté, qui peut être prononcée au terme d'une surveillance judiciaire. C'est par cette voie, qui permet en quelque sorte de contourner la non rétroactivité de la loi, que les premières mesures de rétention de sûreté ont été prononcées, à partir de 2011.
C’est l’Établissement public de santé national de Fresnes (EPSNF) de la Maison d’arrêt de Fresnes qui doit assurer la prise en charge des personnes placées en rétention de sûreté lorsque des anciens prisonniers y seront placés à la fin de leur peine. En attendant, quatre personnes y sont hébergées , après avoir rompu les obligations de leur surveillance de sûreté.
Entre 2008 et 2015, la rétention de sécurité a été prononcée 49 fois et ne concerne qu'« une poignée de personnes » en 2022, alors qu'une possible extension aux condamnés pour terrorisme fait débat.